# Район № 9
«Райо́н № 9» (англ. District 9) — научно-фантастический художественный фильм 2009 года, дебютная полнометражная кинокартина Нила Бломкампа. Сценаристом выступил сам Бломкамп в соавторстве с Терри Тэтчелл, а продюсерами — Питер Джексон и Кэролинн Каннингем. Фильм создавался совместно киностудиями Новой Зеландии, США и Южной Африки. Главные роли исполнили Шарлто Копли, Джейсон Коуп и Дэвид Джеймс.
В основу фильма положена короткометражка «Выжить в Йобурге» (2006), по сюжету которой рабочие представители внеземной расы инсектоидов прибывают на Землю в районе Южной Африки, и затем размещаются в специальном гетто. Кинофильм включает псевдодокументальные эпизоды в жанре найденной плёнки, в нём использованы вымышленные интервью, кадры из новостей и видео с камер наблюдения. В фильме затрагиваются темы гуманности, ксенофобии и социальной сегрегации. Название и сюжет фильма «Район № 9» навеяны событиями в Кейптаунском районе № 6 во времена южно-африканского апартеида.
События фильма начинаются в 1982 году, когда над Йоханнесбургом появляется инопланетный космический корабль. На нём обнаруживается популяция истощённых пришельцев, правительство ЮАР помещает их в лагерь для переселенцев под названием «Район № 9». Двадцать лет спустя, когда принимается решение перевести заметно расплодившихся пришельцев в другой лагерь, один из них собирается бежать с Земли вместе со своим сыном, однако случайная встреча с руководителем программы по переселению Викусом ван де Мерве нарушает их планы.
Маркетинговая кампания фильма началась в 2008 году на San Diego Comic-Con, а первый трейлер был показан в июле 2009 года. Прокатчиком в США выступила компания TriStar Pictures, выпустившая фильм 14 августа 2009 года. Он стал финансово успешным, заработав в прокате более 210 миллионов долларов. Фильм также получил признание критиков, некоторые называли его одним из лучших научно-фантастических фильмов 2000-х годов, он получил множество наград и номинаций, включая четыре номинации на премию «Оскар» за «Лучший фильм», «Лучший адаптированный сценарий», «Лучшие визуальные эффекты» и «Лучший монтаж».

## Сюжет

### Предыстория
14 апреля 1982 года человечество вступает в первый контакт с внеземным разумом, когда над Йоханнесбургом зависает гигантский космический корабль. Тем не менее, в течение трёх месяцев из него никто не появляется, поэтому земные учёные сами проникают внутрь, прорезав обшивку корабля, и обнаруживают огромное количество сильно истощённых и больных инопланетян.
Обнаруженные пришельцы во многом подобны общественным насекомым, а находящиеся на корабле, судя по всему, являются примитивными «рабочими». Интересен тот факт, что все представители расы — гермафродиты. Они, тем не менее, разумны и во многом подобны людям. Их лидеры таинственным образом исчезли, и инопланетяне остались без руководства и средств к существованию, а корабль находится в аварийном состоянии. Учёные не смогли получить контроль над кораблём пришельцев, поскольку отсутствовал командный модуль, с которого велось управление судном. Впоследствии, при изучении записей с камер, стало известно, что он отделился от корабля.
Пришельцев вывозят с корабля в организованный правительством ЮАР лагерь для беженцев, оказывая им всяческую помощь. Однако с течением лет инопланетяне, живущие на земные гуманитарные пособия, начинают надоедать людям. Пришельцев называют «моллюсками» или «креветками» (англ. prawn). Содержание лагеря становится слишком тяжким бременем для южноафриканского правительства, и управление этой зоной, преобразованной в так называемый «Район № 9», передаётся международной компании Multi-National United (MNU). Инопланетяне получили земные документы и, соответственно, земные имена; несмотря на то, что они физически не способны воспроизводить фонетику ни одного человеческого языка, инопланетяне со временем научились понимать людей. Аналогично люди, для которых фонетика языка инопланетян тоже не поддаётся воспроизведению, сумели освоить язык пришельцев: все сотрудники, работающие с пришельцами, разговаривают с ними на английском, а пришельцы отвечают на родном языке.
Район № 9 из-за перенаселённости и скудности финансирования, несмотря на все усилия военных и охранников MNU, быстро превращается в сильно криминализированные трущобы, вызывающие страх и раздражение в соседних районах. Численность инопланетян быстро растёт, а помощь им сокращается. Из-за ксенофобии жителей Йоханнесбурга — как белых, так и чернокожих, объединившихся в своей ненависти к «креветкам» — и банальной нехватки рабочих мест в городе, инопланетяне не в состоянии прокормить себя; они роются в мусорных контейнерах, берут имущество людей, иногда даже грабят и убивают их и друг друга. Весьма слабые представления пришельцев о земных законах и правах собственности привели к укреплению в умах людей образа инопланетянина как злонамеренного преступника. Инопланетяне, в свою очередь, недовольны безработицей, недостатком оказываемой району № 9 помощи, в том числе и медицинской (земные врачи вполне могут оперировать и лечить пришельцев), антисанитарией, беспределом как властей, так и преступников-людей. В районе № 9 процветает нигерийская мафия, угнетающая инопланетян. Полезным как для MNU, так и для гангстеров оказалось неожиданно выяснившееся пристрастие пришельцев к кошачьему корму, действующему на них как наркотик.
Интерес MNU и нигерийской мафии к «креветкам» в равной степени объясняется прозаическим желанием воспользоваться инопланетным оружием, по своим возможностям многократно превосходящим земное. В устройстве инопланетной техники оказалась задействована биохимия самих инопланетян, так что в человеческих руках все внеземные технологии оказались совершенно бесполезны. Накопив огромные запасы инопланетного оружия, MNU и гангстеры пытаются заставить его работать: учёные MNU похищают инопланетян и проводят над ними медицинские эксперименты, нигерийцы обращаются к традиционному для них колдовству и ритуальному поеданию плоти убитых инопланетян, надеясь таким образом получить возможность пользоваться их устройствами.
Трения между людьми и инопланетянами возрастают настолько, что MNU решает принудительно выселить все 1,8 миллиона «креветок» из района № 9 в новый район № 10 в 240 километрах от города, представляющий собой палаточный городок, больше напоминающий концентрационный лагерь.

### События в фильме
Фильм открывается серией «архивных документальных» съёмок о прибытии инопланетян на Землю. В эпизодах документального коллажа фигурирует и главный герой фильма — сотрудник MNU Викус ван де Мерве, возглавляющий один из отделов организации. Зритель становится свидетелем повышения Викуса и поручения ему полномочий руководителя операцией по переселению инопланетян — оба этих служебных повышения оказываются инициированы высокопоставленным тестем Викуса. Поскольку пришельцы формально рассматривались как граждане ЮАР или как субъекты гражданских и гуманитарных прав, корпорация оказалась под давлением правозащитных организаций, настоявших, по крайней мере, на соблюдении правил о выселении с предварительным уведомлением. Данную операцию и поручили Викусу и его людям. Сопряжённую с этим опасность насилия между пришельцами и людьми решено было нейтрализовать силовым прикрытием наёмных военных под командованием полковника Кубуса Вэнтэра.
При обыске одного из домов пришельцев обнаруживается потайная лаборатория, где Викус случайно находит некий технологический артефакт пришельцев — небольшой металлический цилиндр. При попытке вскрыть цилиндр, Викус обрызгивает себя содержащейся внутри чёрной жидкостью. Через некоторое время при инциденте с пришельцем и владельцем дома Викус травмирует левую руку, на которую ему накладывают повязку. По возвращении в город Викус испытывает симптомы сильного недомогания. Будучи больным, Викус попадает в госпиталь. При вскрытии повязки врач обнаруживает, что рука трансформировалась в трёхпалую руку пришельца. Викуса насильно и без объяснений переводят в лаборатории MNU.
Впоследствии становится ясно, что такая трансформация вызвана контактом с жидким содержимым контейнера, скрупулёзно собранным из компонентов инопланетной технологии. Насильственно, вопреки воле Викуса, тестируя его способность управлять инопланетным оружием, специалисты MNU обнаруживают, что трансформация Викуса дала ему возможность использовать инопланетные технологии, в том числе и против самих пришельцев. Руководствуясь советом специалиста о скорейшем изучении природы и механизмов такой биологической трансформации, руководство MNU принимает решение как можно скорее вскрыть Викуса и извлечь мутировавшие ткани, клетки и органы, являющиеся потенциальным ключом к миллиардным прибылям. При попытке проведения безанестезийной вивисекции Викусу удаётся вырваться и сбежать из лаборатории, расположенной в штаб-квартире MNU.
MNU организует кампанию по его поимке. Чтобы предотвратить помощь Викусу со стороны людей, в средствах массовой информации заявляется, что Викус ван де Мерве — половой извращенец и после половых контактов с пришельцами приобрёл опасную и заразную болезнь. Также повсюду транслируются его фотографии. Отчаявшийся Викус скрывается там, где его не будут искать — в районе № 9.
При попытке скрыться от вертолётных облав, Викус врывается в дом к пришельцу Кристоферу Джонсону и его маленькому сыну. Умоляя спрятать его, Викус теряет сознание, и Кристофер замечает видоизменившуюся руку. Сделав вывод, что такая метаморфоза могла быть вызвана только потерянным артефактом, Кристофер принимает решение укрыть Викуса. Кристофер впоследствии пытается узнать от Викуса местонахождение контейнера с жидкостью, необходимой для функционирования командного модуля, и которая собиралась в течение 20 лет из остатков различных инопланетных машин и артефактов. Кристофер обещает Викусу, что с помощью находящегося на висящем над Йоханнесбургом корабле-матке медицинского оборудования сможет прекратить трансформацию и обратить процесс вспять, сделав Викуса человеком. Однако без контейнера с жидкостью это невозможно, а контейнер остался в лаборатории MNU.
Обнаружив обширное отмирание тканей своего тела и замещение их на ткани пришельцев, Викус соглашается оказать Кристоферу помощь в возвращении артефакта и обращается за оружием к нигерийской мафии. Глава мафии, парализованный Обесанджо, увидев мутировавшую руку Викуса, проникается к тому завистью и приказывает отрубить её с целью съесть и обзавестись такой рукой самому. Викусу, однако, удаётся завладеть инопланетным оружием из арсенала бандитов, и угрожая им, он удаляется с вооружением для себя и Кристофера. Они вдвоём врываются в штаб-квартиру MNU и проникают в лаборатории, где в ходе перестрелки убивают открывших огонь на поражение охранников. Кристофер от зрелища вскрытых тел инопланетян приходит в ужас и транс, но Викусу удаётся заставить прийти его в себя мыслями о сыне. В конце концов им удаётся вырваться и с контейнером вернуться в район № 9. В погоню за ними устремляются военные во главе с полковником Кубусом.
Готовя скрытый под землёй командный модуль главного корабля-матки пришельцев к взлёту, Кристофер сообщает Викусу, что вопреки данному обещанию вернуть Викусу облик человека, он решил сперва выполнить полёт к родной планете за спасательной миссией для своих соплеменников. Он сообщает, что не может допустить пыток и медицинских экспериментов над своими соплеменниками, и что полёт за спасательной миссией займёт три года. Викус в отчаянии оглушает своего инопланетного компаньона и сам, при помощи маленького сына Кристофера, поднимает командный модуль в воздух. Прибывшие военные захватывают Кристофера. Ракетная установка на границе района № 9 сбивает уже находящийся в воздухе модуль, и полковник Кубус захватывает Викуса (сын Кристофера прячется внутри модуля).
Викуса и Кристофера на бронемашинах MNU везут за пределы района № 9, но нигерийцы из банды Обесанджо атакуют и похищают Викуса. Сын Кристофера на командном модуле активирует системы управления кораблём. Висящий над городом корабль-матка приходит в движение и летит в сторону командного модуля. Запуск систем материнского корабля вызывает боевую готовность технологических артефактов пришельцев, включая экзоскелет, ранее купленный у инопланетян в обмен на кошачий корм. Экзоскелет распознаёт мутирующего Викуса как «своего», атакованного «чужими» людьми, и защищает его, расстреливая людей и убивая в том числе главу преступной группировки Обесанджо. Освободившийся Викус использует боевой экзоскелет для побега из окружения, бросив Кристофера в руках полковника Кубуса, но одумавшись, возвращается и вступает с военными в бой. Под его прикрытием Кристофер добирается до командного модуля; военным всё же удаётся сильно повредить экзоскелет Викуса и ранить его самого. Кристофер даёт слово Викусу, что вернётся за ним через три года и вместе со своим сыном успешно взлетает и стыкует модуль с кораблём. Выживший полковник пытается убить Викуса, мутировавшего ещё сильнее чем прежде, но Викуса защищают инопланетяне — жители трущоб, разрывая полковника на части и съедая его. Кристофер активирует корабль-матку и улетает, а жители Йоханнесбурга восторженно провожают его взглядами.
Фильм завершается так же, как и начинался — серией документальных интервью с обсуждением произошедших событий: Викус ван де Мерве так и не был найден — возможно, улетел на корабле или попал в руки какой-либо корпорации или правительства, родственники считают его погибшим; данные о незаконных генетических исследованиях MNU были обнаружены Фундисавой Мхлангао, и теперь он ожидает суда в тюремной робе, вероятно будучи арестованым по подложным обвинениям; переселённые в район № 10 инопланетяне, чья численность возросла уже до 2,5 миллионов, живут всё в той же нищете и состоянии взаимной нетерпимости с людьми. «Вдове» Викуса Тане ван де Мерве под дверь был подброшен странный подарок — роза, собранная из металлических обрезков; она не верит, что это подарок от её пропавшего мужа, хоть и знает, что он всегда предпочитал делать их вручную. В последних кадрах фильма мы видим Викуса, который уже стал пришельцем. Он стоит на свалке района № 9 и собирает ещё одну розу.

## Работа над фильмом
- Режиссёр — Нил Бломкамп
- Сценаристы — Нил Бломкамп, Терри Татчелл
- Продюсеры — Питер Джексон, Филиппа Бойенс, Билл Блок,
Эллиот Ферверда, Кэролинн Каннингем,
Пол Хансон, Кен Каминз, Майкл С. Мёрфи
- Оператор — Трент Опалок
- Художник — Эмилия Ру
- Монтаж — Джулиан Кларк
- Костюмы — Диана Киллерс

В ролях:
- Шарлто Копли — Викус ван де Мерве[прим 8]
- Дэвид Джеймс — полковник Кубус Вэнтер
- Джейсон Коуп — Кристофер Джонсон, Грей Брэднэм
- Ванесса Хэйвуд — Таня ван дэ Мэрвэ
- Натали Болтт — Сара Ливингстоун, социолог
- Джон Самнер (англ. John Sumner) — Лес Фелдман, инженер
- Ник Борэйн — лейтенант Крэйг Уэлдон, правая рука Кубуса
- Мандла Гадука — Фундисва Мхланга
- Юджин Кхумбанйива — Обесанджо

### Предыстория
Режиссёр Питер Джексон после выхода «Кинг-Конга» запланировал создать фильм, основанный на вселенной видеоигр серии Halo. Снимать адаптацию он решил совместно с начинающим режиссёром Нилом Бломкампом. Но из-за нехватки финансирования экранизация игры была заморожена. Джексон и Бломкамп вскоре начали обсуждать альтернативные проекты и в конечном счёте договорились снять фильм по вселенной короткометражки Бломкампа — «Выжить в Йобурге». Бломкамп, который ранее снимал рекламу и короткометражные фильмы, понимал, что «Район № 9» будет его первым полнометражным художественным фильмом и дебютом в большом кино, поэтому к съемкам подошёл серьёзно. Сценарий был создан в соавторстве с Терри Татчелл, а снимать было решено в Южно-Африканской Республике (ЮАР), где Бломкамп родился и вырос. В сценарии к «Району № 9» Татчелл и Бломкамп старались подробно описать атмосферу фильма, при этом выбирая черты характеров и моменты (которые создатели нашли интересными для зрителя), детально объясняющие вселенную фильма.

### Съёмки
Кинокомпания QED согласилась полностью финансировать производство независимого фильма, подписав в 2007 году отказ в прокате фильма на территории США. После этого, в 2007 году, американские прокатчики и QED вступили в сделку по распределению проката картины совместно с Sony Pictures под покровительством компании TriStar, тем самым разрешив прокат картины в Северной Америке (и других англоязычных странах), Корее, Италии, России и Португалии.
Съёмки проходили на натуре в Соуэто (поселения на юго-западной окраине Йоханнесбурга) во время беспорядков в Александре, Гаутенги и других южноафриканских посёлках между местными жителями Южной Африки и африканцами, родившимися в других странах. Местами, послужившими прототипом района № 9, были реальные обедневшие окрестности, из которых люди были насильно переселены в субсидированные государством жилища.
Бломкамп сказал, что ни один фильм не повлиял на концепцию его фильма, но отметил, что «хардкор фантастические/экшен» (англ. hardcore sci-fi/action) фильмы 1980-х годов, такие как «Чужой», «Чужие», «Терминатор», «Терминатор 2: Судный день», «Хищник» и «Робот-полицейский» оказали косвенное влияние на «Район № 9». Он прокомментировал:

Я не знаю, чувствуют это зрители или нет, но я хотел, чтобы у фильма был жесткий настрой 80-х годов; — я не хотел, чтобы он ощущался глянцевым и привлекательным.
Оригинальный текст (англ.)I don't know whether the film has that feeling or not for the audience, but I wanted it to have that harsh 1980s kind of vibe; — I didn't want it to feel glossy and slick.
— интервью журналу VFXWorld
Из-за большого количества ручной съёмки, необходимой для фильма, продюсеры и съёмочная группа приняли решение снимать фильм с помощью цифровой камеры RED One. Оператор Трент Опалок использовал 9 цифровых камер RED One, принадлежащих Питеру Джексону для личных съёмок: «„Район № 9“ был снят на камеру RED One с использованием объективов с фиксированным фокусным расстоянием build 15, Cooke S4 и зум-объективов Angenieux. Кадры, стилизованные под документальное кино и снятые на камеры CCTV, снимались на цифровые камеры Sony XDCAM EX1/EX3-HD» (англ. "District 9" was shot on RED One cameras using build 15, Cooke S4 primes and Angenieux zooms. The documentary style and CCTV cam footage was shot on the Sony EX1/EX3 XDCAM-HD). После съёмок постпродакшн команда предупредила, что большинство материала, снятого на RED, можно обрабатывать в день примерно за час-полтора. Однако после первых пяти часов работы по обработке отснятого материала, место в 120 терабайт данных было заполнено, и требовалось пополнение дискового пространства.
Внешний вид пришельцев мира «района № 9» был создан за счёт специальных эффектов Weta Workshop, а разработкой дизайна занималась компания Image Engine. Сам Бломкамп, во время работы над визуальными эффектами, задал дизайнерам критерии внешности инопланетян. Он хотел, чтобы они выглядели насекомоподобными, но в то же время прямоходящими. Режиссёр желал, чтобы аудитория сблизилась с инопланетянами и это должно быть связано с дизайном:

К сожалению, они должны были быть похожими на людей, потому что наша психология не позволяет нам по-настоящему сопереживать кому-то, у кого нет лица и человеческого облика. Типа, если вы видите нечто четвероногое, вы думаете, что это собака; так уж мы устроены… Если вы делаете фильм об угнетающих или агрессивных инопланетянах, и вы не хотите сопереживать им, то вы можете дать волю воображению. Это то, что мне хотелось бы сделать с творческой точки зрения, но сюжет не позволил так поступить.
Оригинальный текст (англ.)Unfortunately, they had to be human-esque because our psychology doesn't allow us to really empathize with something unless it has a face and an anthropomorphic shape. Like if you see something that's four-legged, you think it's a dog; that's just how we're wired... If you make a film about an alien force, which is the oppressor or aggressor, and you don't want to empathize with them, you can go to town. So creatively that's what I wanted to do but story-wise, I just couldn't.
— интервью журналу Variety
Бломкамп изначально добивался того, чтобы Weta Digital занималась дизайном существ, но компания, в это время, была занята визуальными эффектами для «Аватара». Затем он решил выбрать компанию, находящуюся в Ванкувере, где, как он предполагает, будет снимать свои фильмы в будущем. Там он нашёл компанию Image Engine, которую посчитал «немного азартной» (англ. a bit of a gamble), поскольку она, следуя намеченному курсу, превозносила проект как большой, художественный фильм. Все инопланетяне в фильме сделаны на компьютере (по технологии CGI), за исключением тел, лежащих в медицинской лаборатории. Кроме того, все они были сыграны одним человеком — Джейсоном Коупом, который несколько раз появляется в фильме в роли одного из сотрудников MNU. Weta Digital были созданы основной корабль и модуль управления, а студией The Embassy был создан экзоскелет. Zoic Studios занялась 2D технологиями. В документальных записях спецэффектами занимались MXFX.

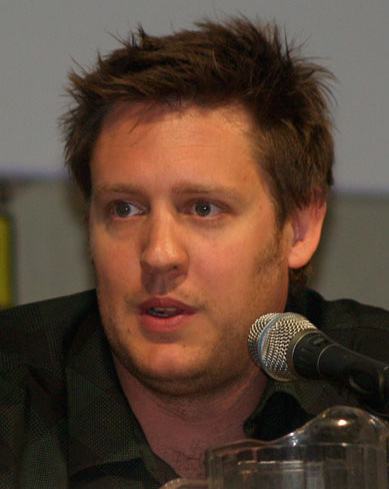
Нил Бломкамп на фестивале San Diego Comic-Con 28 июля 2008 года

Музыка к фильму была написана канадским композитором Клинтоном Шортером (англ. Clinton Shorter), который провёл три недели, приводя в состояние готовности звуковое сопровождение. Нил Бломкамп хотел, чтобы саундтрек к фильму был «грубый и мрачный» (англ. raw and dark), но чтобы он сохранял африканские мотивы. Это была трудная задача для Шортера, он считал большую часть африканской музыки оптимистичной и радостной. Шортер не мог получить тяжёлое звучание африканских барабанов, и он использовал сочетание барабанов тайко и синтезированных инструментов для достижения желаемых результатов, при этом основные элементы африканской атмосферы были переданы в вокале и перкуссии.

### Рекламная кампания
Вирусный маркетинг фильма начался ещё в 2008 году на фестивале San Diego Comic-Con International, а его первый трейлер был показан в июле 2009 года. Перед мировой премьерой фильма компания Sony запустила рекламную кампанию под названием «Только для людей» (англ. Humans Only). Она включала в себя элементы игры в альтернативной реальности. Официальный сайт фильма являлся некой «кроличьей норой» в мир фильма. При входе на сайт необходимо сделать выбор между версией сайта для людей и версией сайта для «не-людей». В зависимости от сделанного выбора, показываются разные версии сайта. На нём были средства оповещения о событиях в Йоханнесбурге (иногда о создании фильма), каналы новостей, рекомендации по поведению, а также тексты норм и правил поведения в районе № 9. Другие сайты, созданные для фильма, имели похожую задумку, в том числе сайт МНМ с таймером обратного отсчёта (счётчик отсчитывал часы, оставшиеся до выхода фильма на экраны); и противоположный блог «моллюска» по имени Кристофер, в котором он пытается донести правду о происходящих событиях в районе № 9. На официальном сайте фильма была возможность сыграть в онлайн-игру, в которой игрок мог выбрать между человеческой и инопланетной расой. Смысл игры был в том, что люди пытаются ликвидировать инородных пришельцев, а те, в свою очередь, пытаются избежать поимки и ликвидации.
Помимо этого, кампания «Только люди» в поддержку фильма включала размещение постеров фильма, похожие на щиты, фигурирующие на протяжении всего фильма, на автобусных остановках и зданиях крупнейших городов. На постерах говорилось, что эти города предназначены лишь для людей, помимо этого на них был номер телефона (866-666-6001), по которому предлагалось позвонить в случае нарушения запрета. Однако на них не указывалось название фильма, а присутствовала ссылка только на официальный сайт.
Слоган фильма в российском прокате «Им здесь не место», тогда как англоязычный слоган звучит «Вам здесь не рады» (англ. You are not welcome here).

## Тема апартеида
Сюжет и название фильма являются отсылкой к режиму апартеида в ЮАР и «шестому району» в Кейптауне. В 1966 году «шестой район» был объявлен зоной «только для белых», и 60 000 человек были насильно разлучены с родственниками и друзьями и переселены в Кейп-Флэтс. Фильм также отсылает к современному выселению и принудительному переселению в новые пригородные гетто после апартеида в Южной Африке, а также к сопротивлению его жителей.
Фильм показывает бесчеловечность в ироническом контексте: Викус становится всё более гуманным во время превращения, когда он становится всё меньше похожим на человека. На протяжении фильма он начинает понимать положение пришельцев, и в конечном итоге помогает им бежать с планеты.

## Награды и премии
«Район № 9» был признан одним из 10 ведущих независимых фильмов 2009 года Национальным советом кинокритиков США. Фильм получил четыре номинации на премию «Оскар», 7 номинаций на награды британской киноакадемии, 5 номинаций Гильдии кинокритиков и одну номинацию на премию «Золотой глобус». Он выиграл в 2009 премию «Брэдбери» от писателей-фантастов Америки.
| Награды и номинации                                                                             | Награды и номинации | Награды и номинации               | Награды и номинации                                   | Награды и номинации |
| Церемония                                                                                       | Награда             | Категория                         | Номинант                                              | Результат           |
| ----------------------------------------------------------------------------------------------- | ------------------- | --------------------------------- | ----------------------------------------------------- | ------------------- |
| Премия Академии кинематографических искусств и наук (82-я церемония награждения премии «Оскар») | Оскар               | Лучший фильм                      | Питер Джексон и Каролинн Каннингем                    | Номинация           |
| Премия Академии кинематографических искусств и наук (82-я церемония награждения премии «Оскар») | Оскар               | Лучший монтаж                     | Джулиан Кларк                                         | Номинация           |
| Премия Академии кинематографических искусств и наук (82-я церемония награждения премии «Оскар») | Оскар               | Лучшие визуальные эффекты         | Дэн Кауфман, Петр Мюузерс, Роберт Хаброс, Мэтт Айткен | Номинация           |
| Премия Академии кинематографических искусств и наук (82-я церемония награждения премии «Оскар») | Оскар               | Лучший адаптированный сценарий    | Нил Бломкамп, Терри Тэтчелл                           | Номинация           |
| Академия научной фантастики, фэнтези и фильмов ужасов                                           | Сатурн              | Лучший фильм на иностранном языке |                                                       | Победа              |
| Академия научной фантастики, фэнтези и фильмов ужасов                                           | Сатурн              | Лучшая режиссура                  | Нил Бломкамп                                          | Номинация           |
| Академия научной фантастики, фэнтези и фильмов ужасов                                           | Сатурн              | Лучший сценарий                   | Нил Бломкамп, Терри Тэтчелл                           | Номинация           |
| Академия научной фантастики, фэнтези и фильмов ужасов                                           | Сатурн              | Лучший грим                       | Джо Данкли, Сара Рубано, Фрэнсис Ричардсон            | Номинация           |
| Академия научной фантастики, фэнтези и фильмов ужасов                                           | Сатурн              | Лучший оригинальный сценарий      | Филипп Айви                                           | Номинация           |
| Академия научной фантастики, фэнтези и фильмов ужасов                                           | Сатурн              | Лучшие спецэффекты                | Дэн Кауфман, Петр Мюузерс, Роберт Хаброс, Мэтт Айткен | Номинация           |

## Прокат
Правительство Нигерии потребовало прекратить показ фильма из-за негативного образа нигерийцев, который, по мнению властей, был создан в картине. Министр информации Нигерии Дора Акуньили заявила, что нигерийцы в фильме изображены «каннибалами и преступниками», а нигерийские женщины показаны как «проститутки, которые спят с пришельцами». Она добавила, что попросила кинокомпанию Sony, ответственную за создание фильма, принести официальные извинения перед народом Нигерии.

## Продолжение
1 августа 2009 года, за две недели до того, как «Район № 9» был показан в кинотеатрах, Нил Бломкамп намекнул, что намеревается сделать продолжение, если фильм будет достаточно успешным. Во время интервью на радио-шоу «Rude Awakening» 94.7 Highveld Stereo, он упомянул об этом, сказав: «Вероятно, будет». Тем не менее, он сообщил, что его следующий проект не имеет отношения к вселенной «Район № 9». В интервью Rotten Tomatoes Бломкамп заявил, что он «полностью» надеялся на продолжение: «Я ещё не придумал историю, но если люди хотят увидеть другую, я бы с удовольствием сделал это.» Бломкамп высказал предположение, что следующий фильм серии станет приквелом. В интервью журнала «Empire», опубликованном 28 апреля 2010 года, Шарлто Копли предположил, что последующие действия, хотя и весьма вероятны, будут через два года, учитывая его и текущие обязательства Нила Бломкампа.
В интервью IGN в июне 2013 года Бломкамп сказал: «Я действительно хочу сделать продолжение „Района № 9“. Я искренне хочу. Проблема в том, что у меня есть куча идей и вещей, которые я хочу реализовать. Я относительно новичок в этом — я собираюсь сделать свой третий фильм, и теперь модель, которую я начинаю понимать, очень верна: вы запираетесь в фильме, выходящем за рамки фильма, над которым вы сейчас работаете. Но у меня это так просто не работает». Ссылаясь на возможное продолжение, Бломкамп сказал, что «[он] хочет, чтобы в какой-то момент был создан „Район № 10“».
26 февраля 2021 года Нил Бломкамп сообщил в своём официальном Твиттер-аккаунте, что сценарий продолжения под рабочим названием «Район № 10» с Шарлто Копли и Терри Тэтчелл, написавшими вместе с ним сценарий к первой части, уже находится в разработке.
19 августа 2022 года Шарлто Копли в одном из интервью заявил, что он вместе с Бломкампом работает над черновым вариантом сценария, и что у фильма, вероятно, «будет шанс», когда Бломкамп закончит работу над Gran Turismo.

## Комментарии
1. ↑  Имеются в виду не морские креветки, а южноафриканский гигантский кузнечик, известный под названием «парктаунская креветка» (Libanasidus vittatus).
2. ↑  В ходе повествования от разных лиц становится ясно, как пришельцы оказались в гетто, как развивались их отношения с людьми, как и почему принимается решение о расселении пришельцев из гетто района № 9 в удалённый от Йоханнесбурга палаточный городок (район № 10).
3. ↑  Фактически это означало обход трущоб и вручение каждому пришельцу письменного уведомления о выселении и сбор их подписей о прочтении уведомления.
4. ↑  За обедом из носа у него идёт кровь чёрного цвета, кроме того, на работе Викус обнаруживает, что у него отваливаются ногти на правой руке.
5. ↑  В фильме указывается, что основой технологии инопланетян является их собственная биология или её генетическая основа. Контакт с техногенным концентратом такого генетического носителя вызвал акцепцию генетической информации пришельцев и последующую перестройку организма Викуса в гибрид человека и пришельца или, что выглядит более вероятным, в биологическую реплику пришельца.
6. ↑  Обнаруживается, что физическая трансформация продолжается: у Викуса выпадают зубы, появляется тяга к кошачьему корму (к которому пришельцы имели сильнейшее влечение).
7. ↑  Полная информация о создателях фильма располагается на интернет-портале IMDb (ссылка Архивная копия от 11 марта 2015 на Wayback Machine).
8. ↑  Шарлто Копли раньше никогда не снимался и не имел намерений сделать актёрскую карьеру. Он попал на главную роль после того как Нил Бломкамп снял его в короткометражке «Выжить в Йобурге».
9. ↑  С идеей расширить короткометражку до полноценного псевдодокументального фильма выступила жена Питера Джексона и по совместительству его креативный партнер Фрэнсис Уолш.
10. ↑  Отказали в прокате Американскому Кино-Рынку (AFM)
11. ↑  . Сами американские прокатчики, не желавшие мириться с таким положением дел, взяли инициативу на себя и начали переговоры с компанией QED